# Agrotis eremata
Agrotis eremata là một loài bướm đêm thuộc họ Noctuidae. Nó là loài đặc hữu của Oahu và Maui.